# David Sanborn

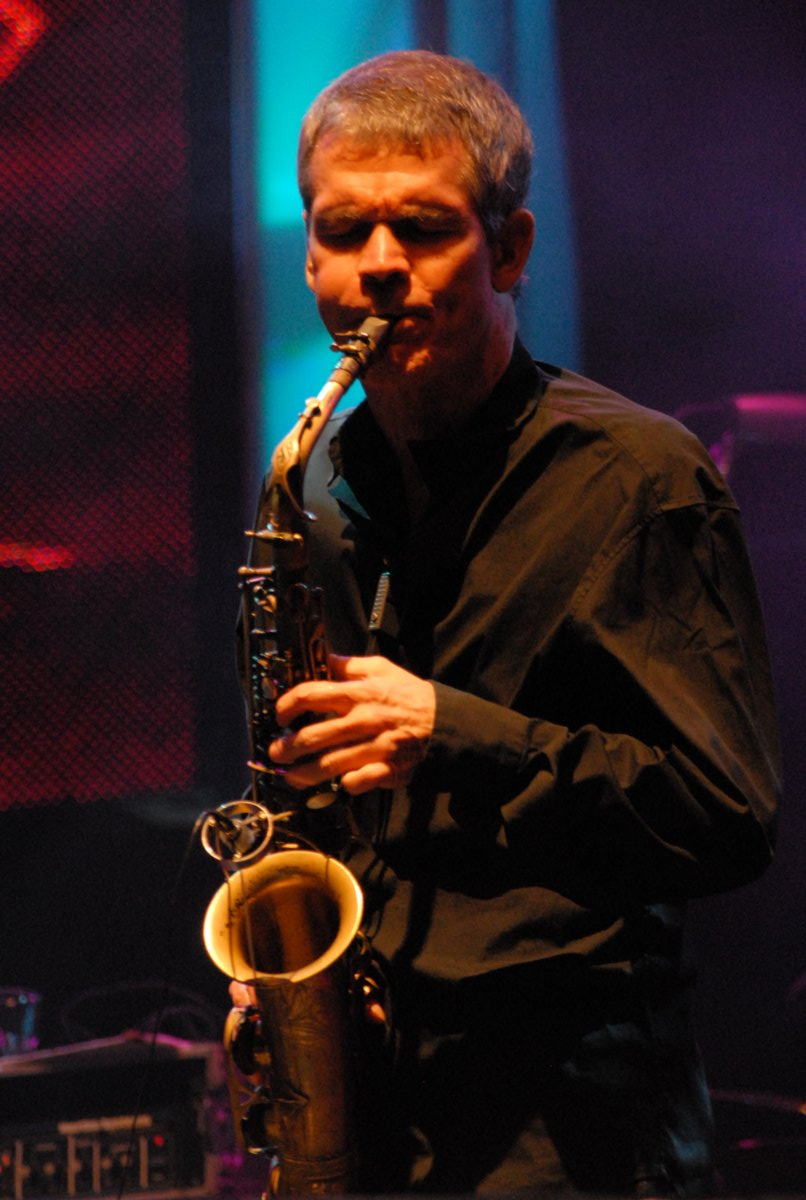
David Sanborn (2008)

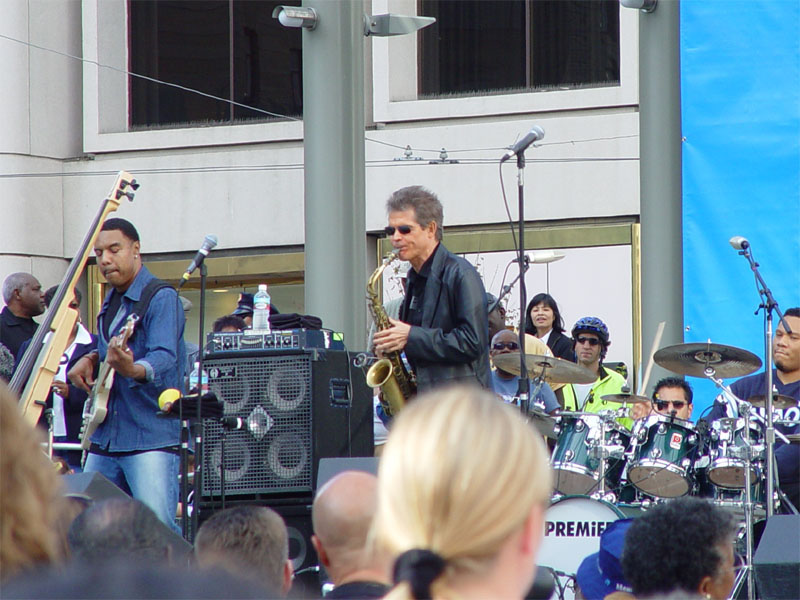
David Sanborn bei einem Konzert in San Francisco

David William „Dave“ Sanborn (* 30. Juli 1945 in Tampa, Florida; † 12. Mai 2024 in Tarrytown, New York) war ein US-amerikanischer Saxophonist, der vor allem im Bereich der Popmusik, des Smooth Jazz, des R&B und des Blues hervorgetreten war und mit den größten Musikern des 20. Jahrhunderts jammte.

## Leben und Wirken
Mit drei Jahren erkrankte er an Kinderlähmung. Als Therapie begann er Altsaxophon zu spielen. Da er in St. Louis, Missouri aufwuchs, wurde er maßgebend von Chicago-Blues-Musikern inspiriert. Noch während seiner Highschool-Zeit spielte er mit Musikern wie etwa Albert King oder Little Milton. 1963/64 studierte er ein Jahr an der Northwestern University, bevor er 1965 zur University of Iowa wechselte, wo er sein Studium bis 1967 fortsetzte. Mit 20 Jahren heiratete er.
1967 zog er an die Westküste, wo er bis 1971 bei der Butterfield Blues Band von Paul Butterfield spielte; dann arbeitete er mit Stevie Wonder. Ab 1973 spielte er auch bei Gil Evans in dessen Orchester, als Solist zu hören unter anderem in The Gil Evans Orchestra Plays the Music of Jimi Hendrix (1974), There Comes a Time (1975) und Priestess (1977).
Sein erstes Soloalbum, Taking Off, nahm Sanborn 1975 auf. 1978 unterstützte er Melanie bei ihrem Album Phonogenetic. Not Just Another Pretty Face. In den 1980er Jahren wurde er mit seinem Album Hideaway bekannt. In den 1990er und 2000er Jahren veröffentlichte er regelmäßig neue Alben, darunter das Album Upfront; an zahlreichen Alben war als Bassist und Produzent Marcus Miller beteiligt. Er spielte u. a. mit Al Jarreau, den Rolling Stones, Steely Dan, Eric Clapton, Sting, Tommy Bolin, Paul Simon, David Bowie, Steve Gadd, Nena, Miles Davis und Roger Waters. Sechs seiner Alben (oder Songs davon) wurden mit Grammy Awards ausgezeichnet: All I Need Is You, Straight to the Heart, Double Vision, A Change of Heart, Close-Up und Inside.
In den 1980er und 1990er Jahren hatte Sanborn eine eigene Radiosendung (The Jazz Show with David Sanborn). Zwischen 1975 und 1998 steuerte er als Co-Komponist die Musik zu einigen Kinofilmen bei, unter anderem gemeinsam mit dem Komponisten Michael Kamen zu drei Teilen der populären Filmreihe von Richard Donner, Lethal Weapon mit Mel Gibson und Danny Glover.
Er widmete alle Alben seinem Sohn Jonathan Sanborn. David Sanborn starb im Mai 2024 im Alter von 78 Jahren an den Folgen einer Prostatakrebserkrankung, die ab 2018 behandelt worden war.

## Diskografie

### Studioalben
| Jahr | Titel                       | Höchstplatzierung, Gesamtwochen, AuszeichnungChartplatzierungen (Jahr, Titel, Platzierungen, Wochen, Auszeichnungen, Anmerkungen) | Höchstplatzierung, Gesamtwochen, AuszeichnungChartplatzierungen (Jahr, Titel, Platzierungen, Wochen, Auszeichnungen, Anmerkungen) | Höchstplatzierung, Gesamtwochen, AuszeichnungChartplatzierungen (Jahr, Titel, Platzierungen, Wochen, Auszeichnungen, Anmerkungen) | Anmerkungen                           |
| Jahr | Titel                       | CH | UK | US | Anmerkungen                           |
| ---- | --------------------------- | --- | --- | --- | ------------------------------------- |
| 1976 | David Sanborn               | — | — | US125 (8 Wo.)US | WEA                                   |
| 1978 | Heart To Heart              | — | — | US151 (6 Wo.)US | WEA                                   |
| 1979 | Hideaway                    | — | — | US63 Gold · (19 Wo.)US | WEA                                   |
| 1980 | Voyeur                      | — | — | US45 Gold · (22 Wo.)US | WEA                                   |
| 1981 | As We Speak                 | — | — | US70 (23 Wo.)US | WEA                                   |
| 1982 | Backstreet                  | — | — | US81 Gold · (33 Wo.)US | WEA                                   |
| 1984 | Straight To The Heart       | — | — | US64 Gold · (32 Wo.)US | WEA                                   |
| 1986 | Double Vision               | CH27 (1 Wo.)CH | — | US50 Platin · (64 Wo.)US | mit Bob James                         |
| 1987 | A Change of Heart           | CH21 (5 Wo.)CH | UK86 (1 Wo.)UK | US74 Gold · (37 Wo.)US | WEA                                   |
| 1988 | Close-Up                    | — | — | US59 Gold · (28 Wo.)US | Reprise                               |
| 1991 | Another Hand                | — | — | US170 (7 Wo.)US | Elektra                               |
| 1992 | Upfront                     | — | — | US107 Gold · (31 Wo.)US | Elektra; DE: Gold (German Jazz Award) |
| 1994 | Hearsay                     | — | — | US116 (8 Wo.)US | Elektra                               |
| 1995 | Pearls                      | — | — | US124 (11 Wo.)US | Elektra                               |
| 1996 | Songs from the Night Before | — | — | US180 (2 Wo.)US | Elektra                               |
| 2003 | Time Again                  | — | — | US177 (1 Wo.)US | Verve                                 |
| 2008 | Here & Gone                 | — | — | US181 (1 Wo.)US | Decca                                 |

grau schraffiert: keine Chartdaten aus diesem Jahr verfügbar
Weitere Studioalben
- Taking Off (1975, WEA)
- Promise Me the Moon (1977, WEA)
- Dreaming Girl (1996, Elektra)
- Inside (1999, Elektra)
- Closer (2005, Verve)
- Only Everything (2010, Decca)
- Time And The River (2015, Okeh)

### Kompilationen
- The Best of David Sanborn (1994, WEA)
- Love Songs (1995, WEA)
- The Essentials (2002, WEA)

### Singles
| Jahr | Titel Album               | Höchstplatzierung, Gesamtwochen, AuszeichnungChartplatzierungen (Jahr, Titel, Album, Platzierungen, Wochen, Auszeichnungen, Anmerkungen) | Höchstplatzierung, Gesamtwochen, AuszeichnungChartplatzierungen (Jahr, Titel, Album, Platzierungen, Wochen, Auszeichnungen, Anmerkungen) | Anmerkungen                       |
| Jahr | Titel Album               | UK | US | Anmerkungen                       |
| ---- | ------------------------- | --- | --- | --------------------------------- |
| 1989 | Knockin’ On Heaven’s Door | — | US77 (5 Wo.)US | mit Randy Crawford & Eric Clapton |
| 1992 | Bang Bang                 | — | US53 (11 Wo.)US |                                   |

## Filmografie
- 1975: Two Tons of Turquoise to Taos Tonight
- 1985: Finnegan Begin Again (Fernsehfilm)
- 1989: Brennpunkt L.A. (Lethal Weapon 2)
- 1992: Brennpunkt L.A. – Die Profis sind zurück (Lethal Weapon 3)
- 1998: Lethal Weapon 4 (Lethal Weapon 4)

## Lexigraphische Einträge
- Ian Carr, Digby Fairweather, Brian Priestley: Rough Guide Jazz. Der ultimative Führer zur Jazzmusik. 1700 Künstler und Bands von den Anfängen bis heute. Metzler, Stuttgart/Weimar 1999, ISBN 3-476-01584-X.
- Leonard Feather, Ira Gitler: The Biographical Encyclopedia of Jazz. Oxford University Press, New York 1999, ISBN 0-19-532000-X.
- Martin Kunzler: Jazz-Lexikon. Band 2: M–Z (= rororo-Sachbuch. Bd. 16513). 2. Auflage. Rowohlt, Reinbek bei Hamburg 2004, ISBN 3-499-16513-9.